# 坂本彌三郎
坂本 彌三郎（さかもと やさぶろう、1894年4月 - 1981年2月20日）は、日本の経済学者。専門は経済学史。神戸大学名誉教授。初代神戸大学経済学部長や、初代神戸学院大学経済学部長を務めた。

## 経歴
出生から修学期
1894年、広島県尾道市で生まれた。尾道商業学校（現・広島県立尾道商業高等学校）、神戸高等商業学校（現・神戸大学）を経て、東京高等商業学校（現・一橋大学）専攻部貿易科に進んだ。1917年に卒業。
経済学研究者として
1919年、神戸高等商業学校教授に就いた。1929年より神戸商業大学（現・神戸大学）助教授兼神戸商業大学附属商学専門部教授。1930年に神戸商業大学教授に昇格。
太平洋戦争後
新制大学への包摂に伴い、1949年からは神戸大学教授兼神戸大学神戸経済大学教授。また、神戸大学経済学部長も務めた。1950年からは広島大学教授を兼務。学界では日本学術会議会員。同1950年4月の経済学史学会発足に当たっては発企人に名を連ねた。1951年からは岡山大学教授を兼務。1956年、学位論文『スミスの「経済学講義」における自然価格に就いて』を大阪大学に提出して経済学博士号を取得。1958年に神戸大学を退任し、名誉教授となった。
1967年、神戸学院大学の初代経済学部長兼法学部長に就いた事務取扱。1981年に死去。死去と同時に叙従三位。

## 受賞・栄典
- 1969年：勲二等瑞宝章を受章[19]。
- 1981年：叙従三位[20]。

## 研究内容・業績
門下に南方寛一元神戸大学教授。
坂本弥三郎文庫
蔵書は「坂本弥三郎文庫」として神戸学院大学に収められている。

## 家族・親族
- 妻：小田勝子は小田柿捨次郎の養子[21]。

## 著作
共著
- 『神戸経済大学創立五十周年記念論文集 経済学編 第1-5』同文館 1953
- 『現代経済学』森川太郎共編、ミネルヴァ書房 1960
- 『英法における判例遵由の原則：田中保太郎英米法論文集』有斐閣 1961